# Leslie Marr
Leslie Marr (14 de agosto de 1922 – 4 de maio de 2021) é um ex-automobilista britânico e pintor nascido na Inglaterra que participou dos Grandes Prêmios da Grã-Bretanha de Fórmula 1 em 1954 e 1955.
Marr nasceu em Durham, Inglaterra, filho de John Lynn Marr (1877–1931) e Amelia Rachel(1884–1971). Ele foi educado na Shrewsbury School e Pembroke College, Cambridge. Ele herdou sua baronia em 1932, com a morte de seu avô, o construtor de navios Sir James Marr, 1º baronete, embora ele não use o título. Ele estudou engenharia na Universidade de Cambridge, onde se formou em 1942. Durante a Segunda Guerra Mundial, serviu como técnico na Royal Air Force. Seu interesse pela pintura se desenvolveu durante sua postagem na Palestina.
Leslie Marr faleceu em Gimingham, Norfolk, Inglaterra, aos 98 anos, em 4 de maio de 2021, deixando sua viúva, filhas e três netos.